# Cylindromyia flavitibia
Cylindromyia flavitibia är en tvåvingeart som beskrevs av Sun och Marshall 1995. Cylindromyia flavitibia ingår i släktet Cylindromyia och familjen parasitflugor.
Artens utbredningsområde är Heilongjiang (Kina). Inga underarter finns listade i Catalogue of Life.